# Кропп, Йёран
Ларс У́лоф Йёран (Йоран) Кропп (швед. Lars Olof Göran Kropp; 12 ноября 1966, Йёнчёпинг, Швеция — 30 сентября 2002, штат Вашингтон, США) — шведский путешественник и альпинист («Бешеный швед»), ставший всемирно известным после своего путешествия в 1996 году на велосипеде от Стокгольма до подножия Эвереста протяженностью более 11 000 километров с последующим одиночным восхождением на третий полюс Земли[уточнить] без использования дополнительного кислорода и помощи высотных носильщиков. Это путешествие длилось год и освещалось прессой. Журнал National Geographic Adventure назвал Кроппа «самым необычным путешественником в мире» (англ. the most entertaining adventurer on Earth), а журнал Outside назвал его «образцом для подражания на грядущие 25 лет». При этом Йёран Кропп в интервью шведскому радио иронично назвал себя «национальным идиотом» (англ.  I'm considered the national idiot.). Погиб в 2002 году в возрасте 35 лет во время тренировочного восхождения.

## Биография
Йёран Кропп родился 12 ноября 1966 года в Йёнчёпинге, Швеция, в семье юриста Герарда Кроппа (швед. Gerard Kropp) и медсестры Сигрун Хелльманссон (швед. Sigrun Hellmansson). Отец увлекался альпинизмом, и в детстве Йёран часто наблюдал в бинокль за его восхождениями в Доломитах. Когда Йёрану было шесть лет, отец взял его с собой на восхождение на Галлхёпигген — высшую точку Скандинавских гор. Позже родители развелись, и до совершеннолетия Йёран жил вместе с матерью, а отец работал на Ближнем Востоке. В подростковом возрасте Йёран увлекался панком и регги, вёл довольно беззаботный образ жизни.
После окончания школы Кропп выбрал профессию военного, ушёл в армию, во время службы в которой стал известен своими необычными «подвигами»: он мог проснуться в три часа утра и с полным снаряжением (весом в 60 килограммов) пройти 60 километров. В армии же ему вновь пришлось лазить по горам, и альпинизм стал его страстью. Ради экономии своей сравнительно небольшой зарплаты, которую старался потратить на своё увлечение, он даже сдавал квартиру, а сам жил в лесу в палатке.
Свою альпинистскую карьеру Йёран Кропп начал с ряда восхождений в Европе. В 1988 году он совершил восхождение на пик Ленина (7134 м) на Памире, в 1989 году целый ряд восхождений на шеститысячники в Андах, а в 1990-м он и Рафаэл Йенсен (швед. Rafael Jensen) совершили четвёртое восхождение на Музтаг-Тауэр (7273 м) в Каракоруме. В 1991 году Йёран совершил восхождение на Пик Победы (7439 м) (Тянь-Шань, Кыргызстан), а в 1992 году поднялся на свой первый восьмитысячник — Чо-Ойю (8201 м). В 1993-м он стал первым шведом, взошедшим на вершину К2 (8611 м). После этого восхождения Кропп стал широко известен на родине, он решил закончить свою военную карьеру и основал компанию Kropp & Adventure (швед. Kropp & Äventyr), одним из направлений деятельности которой являлась организация альпинистских восхождений (в частности на Килиманджаро), но основным источником дохода фирмы были лекции и слайд-шоу.

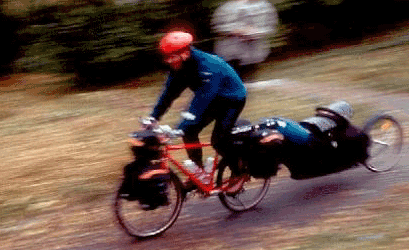
Кропп покидает Стокгольм на своём велосипеде, чтобы покорить Эверест

В 1994 году Йёран Кропп совершил одиночное скоростное 18-ти часовое восхождение на Броуд-Пик (8034 м), после которого начал подготовку к своему путешествию от Швеции до Непала с последующим восхождением на Эверест.
В октябре 1995 года он на велосипеде покинул Стокгольм. Путешествие протяженностью более 11 000 километров продолжалось четыре месяца и проходило через Румынию, Турцию, Пакистан и Иран. По пути ему пришлось поставить на шины 132 заплаты, а в прицепе велосипеда постоянно находилось более 100 килограммов еды и снаряжения (общая продолжительность путешествия составила год). Весной 1996 года он добрался до базового лагеря Эвереста и предпринял три попытки восхождения на вершину мира (во время одной из них, 3 мая, он не дошёл до вершины считанные метры). Только 23 мая 1996 года он смог ступить на «третий полюс Земли», и сделать это без помощи высотных носильщиков и использования дополнительного кислорода. Обратный путь на родину он также проделал на велосипеде.
Это путешествие принесло ему мировую известность, а также значительную финансовую выгоду. После него он прочитал тысячи лекций, каждая из которых принесла ему несколько тысяч долларов. Йёран Кропп стал миллионером. Он также написал книгу «Предельная высота: моя одиссея на Эверест» (англ. Ultimate High: My Everest Odyssey) и издал документальный фильм «Я сделал это: невероятное путешествие Йёрана Кроппа на вершину мира» (англ. I Made It: Goran Kropp’s Incredible Journey to the Top of the World), который в 1998 году получил высшую награду на Бафнском фестивале горных фильмов.
В 1998 году Кропп совершил восхождение на Шишабангму (8013 м), а в 1999-м во второй раз поднялся на Эверест, на этот раз в связке со своей подругой Ренатой Клумска (швед. Renata Chlumska). Таким образом, к концу 1990-х годов Йёран стал единственным шведом, покорившим пять восьмитысячников планеты и дважды ступавшим на вершину Эвереста.
До того, как «уйти в отставку», Кропп намеревался завоевать то, что он называл «Тройной короной в области путешествий» (англ. Triple Crown of Adventure): «Уже имея в своём багаже Эверест, покорить Северный и Южный полюс…». Помимо этого он и Рената планировали пешее и водное путешествие протяжённостью в 10 000 миль по Соединенным Штатам Америки.
В 2000 году он вместе с ещё одним искателем приключений Оле Скиннармо предпринял свою первую (и последнюю) попытку осуществить 2000 километровое путешествие на лыжах к Северному полюсу с мыса Арктический (Россия), однако из-за обморожения был вынужден через 30 дней путешествия вызвать помощь.
В начале 2002 года Йёран Кропп вместе с Ренатой перебрался на постоянное место жительства в США, где, по его мнению, было больше возможностей зарабатывать на жизнь путешествиями, чем в Швеции. 30 сентября 2002 года во время тренировочного восхождения по популярному маршруту «Air Guitar» по стене Sunshine Wall (Вантадж, штат Вашингтон) Йёран Кропп сорвался с высоты около 75 футов (18 метров) и скончался в результате полученной тяжёлой черепно-мозговой травмы.

## Память
В 1997 году описанию жизни Йёрана Кроппа посвятил свою дебютную биографическую работу шведский журналист Давид Лагеркранц.
Журнал National Geographic Adventure назвал Кроппа «самым необычным путешественником на Земле», а журнал Outside «образцом для подражания на грядущие 25 лет». Также журнал включил «Безумного шведа» в топ-50 выдающихся путешественников мира в знак признания его уникального путешествия на Эверест и «чистоту стиля», за гармонию с природой, которой сопровождались все его путешествия (во время второй экспедиции на Эверест Кропп с Ренатой спустили вниз с Южного седла 25 старых израсходованных кислородных баллонов).
За свой счёт Йёран Кропп построил школу, больницу и электростанцию для маленькой непальской деревни в Гималаях, а также основал благотворительную организацию в Швеции с целью сбора средств и расходных материалов для схожих проектов.

Люди спрашивают меня, почему кто-то охотно рискует своей жизнью ради чего-то столь бессмысленного, как восхождение на гору. Я полагаю, что невозможно дать на это ответ. Люди рискуют, это часть человеческой природы. Кто-то ездит слишком быстро, кто-то идёт против правил, кто-то женится не на тех, кого любит. Некоторые из нас признают, насколько хрупок этот мир, но большинство гонят эту мысль прочь. Все, что я могу сказать по поводу смерти Йёрана, так это то, что он жил как человек, который не был разочарован в этом мире.
Оригинальный текст (англ.)People ask me why anyone would willingly risk their lives for something as trivial as climbing a mountain. I find it almost impossible to articulate an answer. People take risks, it’s part of being human. We drive too fast, cut corners, marry the wrong people. Some of us acknowledge how fragile it all is — most of us leave that thought in the shadows. All I can say of Göran’s death is that he lived how he was and did not have the air of a man who had found the world a disappointing place.— Эд Дуглас